# Robert L. Van Antwerp

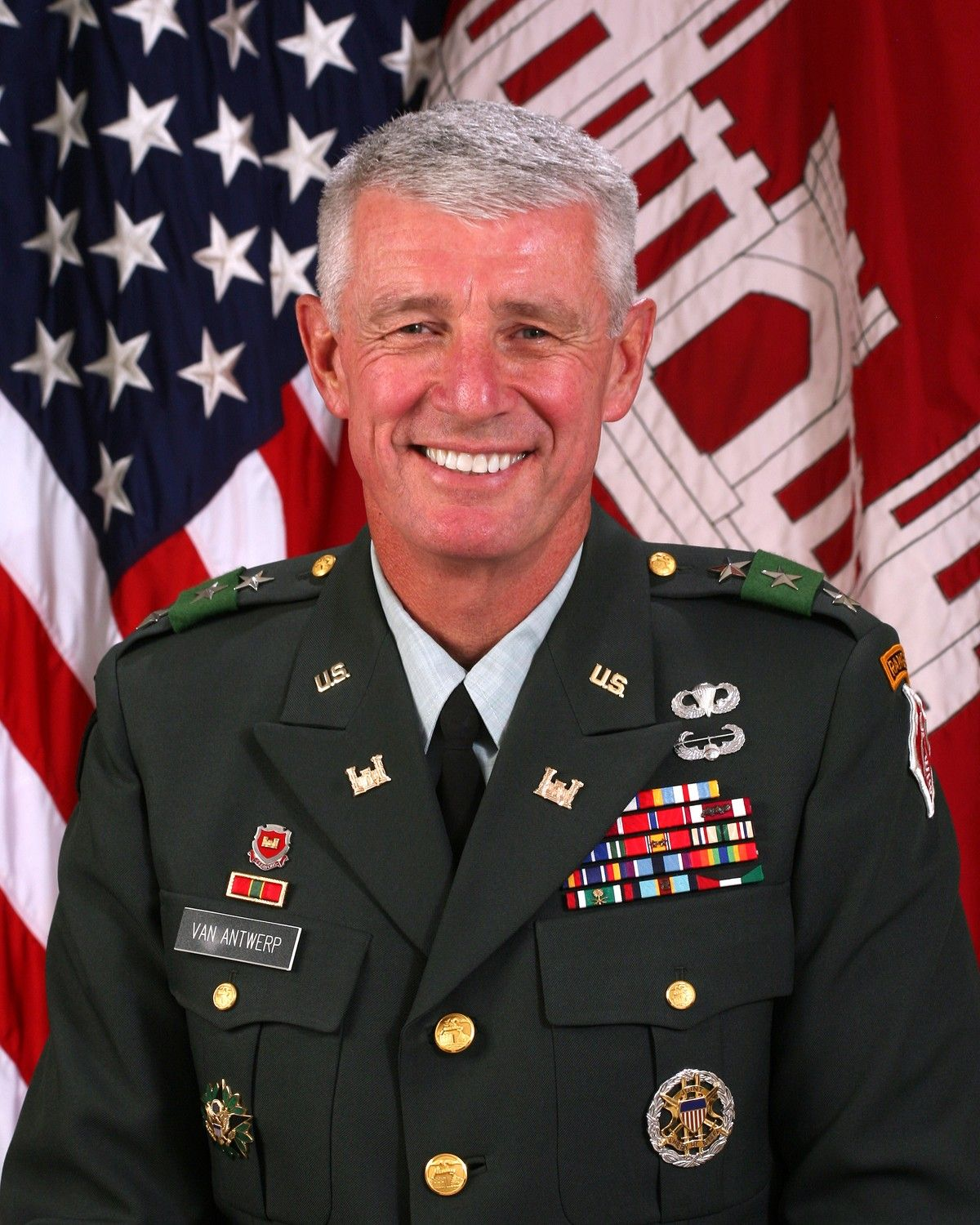
Robert L. Van Antwerp Jr. (2007)

Robert L. Van Antwerp Jr. (* 27. Januar 1950 in Benton Harbor, Berrien County, Michigan) ist ein pensionierter Generalleutnant der United States Army. Er war unter anderem Kommandeur des United States Army Corps of Engineers.
In den Jahren 1968 bis 1972 durchlief Robert Van Antwerp die United States Military Academy in West Point. Nach seiner Graduation wurde er als Leutnant den Pionieren (Engineers) zugeteilt. In der Armee durchlief er anschließend alle Offiziersränge vom Leutnant bis zum Drei-Sterne General.
Im Lauf seiner militärischen Karriere absolvierte Van Antwerp verschiedene Kurse und Schulungen. Dazu gehörten unter anderem die Ranger School, eine Fallschirmspringerausbildung, der Engineer Officer Basic Course und der Engineer Officer Advanced Course. Außerdem erhielt er akademische Grade von der University of Michigan und der Long Island University.
In seinen jüngeren Jahren absolvierte er den für Offiziere in den niederen Rangstufen üblichen Dienst in verschiedenen Pioniereinheiten und Standorten. Zwischenzeitlich wurde er auch als Stabsoffizier eingesetzt. Als Pionier (Engineer) gehörten der Hochwasserschutz, der Ausbau von Hafenanlagen und deren militärischer Verteidigung, Flussregulierungen, der Bau von Schleusen und Stauwerken sowie Straßen und Flugplätzen zu seinem Aufgabenbereich.
Während des Zweiten Golfkriegs war Van Antwerp Kommandeur eines Pionierbataillons innerhalb der 101. Infanteriedivision. Er kommandierte verschiedene Pionierbezirke und -divisionen. Dazu gehörte auch der Bezirk um Los Angeles. In seine dortige Amtszeit fiel im Jahr 1994 das Northridge-Erdbeben, mit dessen Folgen er befasst war. Neben diesen Tätigkeiten und der zwischenzeitlichen Leitung des U.S. Army Maneuver Support Centers in Fort Leonard Wood und der dortigen Engineer School bekleidete er auch verschiedene Stabsoffiziersstellen bei verschiedenen Einheiten landesweit einschließlich des Pentagons.
Zwischen 2004 und 2007 kommandierte er das damalige U.S. Army Accessions Command, das 2012 aufgelöst wurde. Nach dem Rücktritt von Carl A. Strock im Mai 2007 übernahm er das Kommando über das gesamte Corps of Engineers, das während der Amtszeit seines Vorgängers aufgrund von Fehlern während des Hurrikans Katrina und davor in die Schlagzeilen geraten war. Diese Ereignisse hatten zum Rücktritt seines Vorgängers geführt. Robert Van Antwerp behielt sein Kommando bis Juni 2011. Zu seinen Hauptaufgaben gehörten unter anderem die Korrektur der Fehler einschließlich des Hochwasserschutzes am unteren Mississippi River. Nachdem er sein Kommando an Merdith W. B. Temple übergeben hatte, schied er aus dem aktiven Militärdienst aus.
Nach seiner Pensionierung gehörte Robert Van Antwerp für kurze Zeit dem Vorstand der Firma Michael Baker Corporation an. Im Jahr 2012 trat er nach eigenen Angaben wegen eines Interessenkonflikts von diesem Amt zurück. Danach arbeitete er für die Firma Flippen Group.